# التحضر في الصين

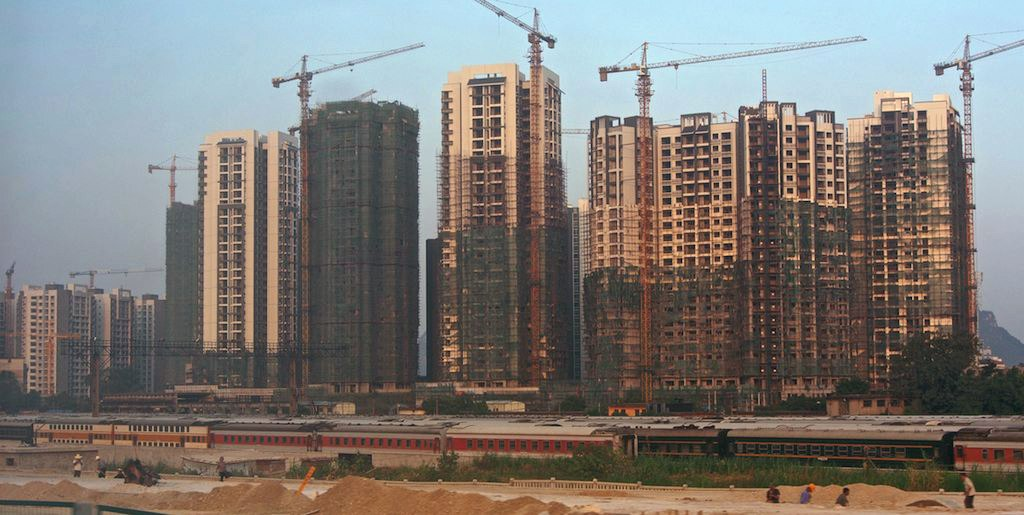
أعمال بناء في مدينة صينية في 2013.

ازدادت سرعة التحضر في الصين عقب مباشرة سياسة الإصلاح والانفتاح. بلغ معدل التحضر في الصين نسبة 64.7% اعتبارًا من عام 2022، ويتوقع أن يبلغ نسبة تتراوح ما بين 75 إلى 80% بحلول عام 2035.
قدرت منظمة التعاون الاقتصادي والتنمية العدد الحالي للمدن الكبرى في الصين استنادًا على قائمة المناطق الحضرية الكبرى بـ15 مدينة كبرى اعتبارًا من عام 2010.

## لمحة تاريخية
كان ازدياد معدل التحضر في الصين من بين الوظائف العديدة التي ارتبطت بفائض إنتاج القطاع الزراعي في الصين (الفلاحة والزراعة الرعوية). يستند هذا التقدير على حقيقة أن الصين لم تبدأ باستيراد كميات معتدلة من المواد الغذائية من العالم الخارجي للمساعدة في إطعام سكانها إلا بحلول أواخر عصر سلالة تشينغ، وحقيقة أن قطاع الأشغال اليدوية لم يتحدى هيمنة القطاع الزراعي على الاقتصاد وذلك على الرغم من العلاقة التكافلية القائمة في ما بينهما.
نادرًا ما تجاوز معدل التحضر نسبة عشرة بالمئة من مجموع عدد السكان لنفس هذا السبب، وذلك على الرغم من إنشاء مراكز حضرية كبيرة. فمثلًا بلغ عدد سكان العاصمة الشمالية كايفنغ (لسلالة سونغ الشمالية) والعاصمة الجنوبية هانغتشو (لسلالة سونغ الجنوبية) خلال عهد سلالة سونغ ما يناهز 1.4 مليون نسمة ومليون نسمة على التوالي. وعلاوةً على ذلك، كان من الشائع على سكان المناطق الحضرية امتلاك ما لا يقل عن مشروع واحد في القطاع الريفي نظرًا لحقوق ملكية الأراضي الخاصة.

### التاريخ الحديث
نما عدد سكان المناطق الحضرية بنسبة مطردة تراوحت من 3% إلى 20% خلال الفترة الممتدة من عام 1950 حتى عام 1965. شهد عدد سكان المناطق الحضرية «قفزة عظيمة» خلال الفترة الممتدة من عام 1958 حتى عام 1961 إبان فترة القفزة العظيمة للأمام وذلك بالاقتران مع جهود التصنيع الكبيرة. تراجع معدل النمو السكاني في المناطق الحضرية خلال سنوات الثورة الثقافية الممتدة من عام 1965 حتى عام 1975 نتيجة التحول الريفي الحاصل. تشير التقديرات إلى انتقال ما يقرب من 18 مليون شاب حضري إلى المناطق الريفية خلال الفترة الممتدة من عام 1962 حتى عام 1978.
أخذ النمو السكاني الحضري بالتسارع عقب إطلاق الإصلاحات في نهاية عام 1978.خلق تدفق الاستثمارات الأجنبية المباشرة كمًا هائلًا من فرص العمل وهو ما عزز النمو السكاني الحضري. بدء النمو السكاني الحضري بالتباطؤ خلال تسعينيات القرن العشرين. عكس ذلك نموًا أبطئ في معدل التوظيف عقب إعادة هيكلة المؤسسات المملوكة للدولة.
يعيش غالبية الشعب الصيني في الجزء الشرقي من البلاد والمعروف تقليديًا بالأراضي الصينية الأصلية. ويعيش معظم الفلاحون في التلال منخفضة الارتفاع والسهول الوسطى الممتدة من المرتفعات الشرقية والجنوبية وصولًا إلى البحر. تسود الزراعة في هذه المساحة الشاسعة والتي يميزها المناخ المعتدل أو شبه الاستوائي. تعد الحقول المحروثة بدقة بالغة دليلًا على اهتمام الحكومة المتواصل بالنتاج الزراعي والإمدادات الغذائية.
بلغت نسبة سكان المناطق الحضرية نحو 33 بالمئة بحلول نهاية عام 1985، وذلك على الرغم من القيود الموضوعة على الهجرة إلى المناطق الحضرية منذ أواخر خمسينيات القرن العشرين. يشكل الممر الحضري والصناعي قوسًا واسعًا يمتد من مدينة هاربن في شمال شرقي البلاد مرورًا بمنطقة بكين وجنوبًا إلى تجمع شانغهاي الحضري-الصناعي.
لا شك أن النمط غير المتكافئ للتنمية والاستيطان الداخليين والمرجح بشدة تجاه الجزء الشرقي من البلاد سيتغير إلى حد ضئيل نسبيًا، وذلك على الرغم من تنامي الاهتمام باستغلال أجزاء واسعة من المناطق الشمالية الغربية والجنوبية الغربية والمتميزة بغناها بالمعادن وإنتاجها الزراعي. أدت التضاريس والظروف المناخية الشاقة في معظم هذه المناطق إلى تثبيط النمو السكاني الكثيف على مر التاريخ.
بلغ عدد الوحدات الإدارية في الصين ما مجموعه تسع وعشرين وحدة إقليمية في عام 1987. كانت هذه الوحدات تتبع للحكومة المركزية في بكين بصورةٍ مباشرة. كان هنالك خمس مناطق متمتعة بالحكم الذاتي خاصة بالأقليات القومية (زوجيتشي)، بالإضافة إلى أحد وعشرين مقاطعة (شينغ) وثلاث بلديات خاصة (شي) -وهي أكبر ثلاث مدن: شانغهاي وبكين وتيانجن (حُدد تاريخ استحداث وحدة مقاطعة جزيرة هاينان الإدارية بشكل منفصل عن مقاطعة غوانغدونغ في عام 1988). أفضى تغير في حدود المقاطعات الإدارية في المنطقة الشمالية الشرقية إلى استرجاع حدود منطقة منغوليا الداخلية ذاتية الحكم إلى حجمها الأصلي (كان قد صغر حجمها إلى الثلث في عام 1969) على حساب مقاطعات هيلونغجيانغ وجيلين ولياونينغ. قسمت المناطق الحضرية إلى وحدات إدارية أصغر بدءًا من البلديات ووصولًا إلى الأحياء.
كانت خطى التحضر في الصين بطيئة خلال الفترة الممتدة من عام 1949 حتى عام 1982، وذلك بفعل النمو السكاني السريع في المناطق الريفية والقيود الصارمة المفروضة على الهجرة من الأرياف إلى المدن خلال جل هذه الفترة. إذ ازداد عدد سكان المناطق الحضرية بالنسبة إلى مجموع عدد السكان من 13.3% ليصل إلى 20.6% خلال تلك الفترة بحسب تعداد عام 1953 وتعداد عام 1982. ولكن شهدت النسبة التي يشكلها سكان المناطق الحضرية بالنسبة إلى مجموع عدد السكان ازديادًا كبيرًا بمقدار 37 بالمئة خلال الفترة الممتدة من عام 1982 حتى عام 1986. أمكن إرجاع هذه القفزة الكبيرة إلى مجموعة من العوامل. تمثلت أحدها في هجرة أعداد كبيرة من فائض العمال الزراعيين من المناطق الريفية إلى المناطق الحضرية إذ نزح هؤلاء بعد تأثرهم بنظام المسؤولية الزراعية. كذلك كان من بين العوامل الأخرى قرار توسيع معايير تصنيف المناطق كمدن أو بلدات والذي صدر في عام 1984. ازداد عدد البلدات المحققة للمعايير الجديدة بمقدار الضعفين وتضاعف عدد سكان المناطق الحضرية القاطنين في البلدات خلال عام 1984. توقع علماء السكان خلال منتصف ثمانينيات القرن العشرين أن تبلغ نسبة السكان القاطنين للمدن والبلدات الـ50% بحلول مطلع القرن الحادي والعشرين، وتوقعوا أن يكون هذا النمو الحضري ناجمًا عن زيادة عدد المدن والبلدات الصغيرة ومتوسطة الحجم عوضًا عن توسع المدن الكبيرة الموجودة أصلًا.
يمكن أن تكون إحصاءات الصين الخاصة بعدد سكان المناطق الحضرية مضللة في بعض الأحيان، وذلك نظرًا لاستخدام عدة معايير مختلفة في حساب عدد سكان المناطق الحضرية. كانت عبارة المناطق الحضرية تشير بصورةٍ أساسية إلى المستوطنات التي زاد عدد سكانها عن 2,500 نسمة وشكلت القوى العاملة المنخرطة في أنشطة غير زراعية فيها نسبة 50 بالمئة في تعداد عام 1953. رفع تعداد عام 1964 الحد الفاصل إلى 3,000 نسمة ورفع نسبة القوى العاملة المنخرطة في أنشطة غير زراعية إلى 70 بالمئة. استعمل تعداد عام 1982 حد الـ3,000 نسمة/70 بالمئة، ولكن أدخل أيضًا معيارًا جديدًا عند ما يتراوح من 2,500 إلى 3,000 نسمة ونسبة قوى عاملة بمقدار 85 بالمئة. كذلك أضيف تغيير راديكالي في حساب عدد سكان المناطق الحضرية من خلال تضمين السكان الممتهنين للنشاط الزراعي القاطنين ضمن حدود المدينة في تعداد عام 1982. يفسر ذلك القفزة الكبيرة في عدد سكان المناطق الحضرية من 138.7 مليون نسمة في نهاية عام 1981 وصولًا إلى 206.6 مليون نسمة في تعداد عام 1982. خُففت التوجيهات الحضرية إلى حد أكبر وهو ما سمح بتخفيض كل من الحد الأدنى لإجمالي عدد السكان ونسبة العاملين في القطاعات غير الزراعية في عام 1984. اختلفت المعايير بين الوحدات الإدارية على مستوى المقاطعات.